# Wspólnota administracyjna Schopfheim
Wspólnota administracyjna Schopfheim – wspólnota administracyjna (niem. Vereinbarte Verwaltungsgemeinschaft) w Niemczech, w kraju związkowym Badenia-Wirtembergia, w rejencji Fryburg, w regionie Hochrhein-Bodensee, w powiecie Lörrach. Siedziba wspólnoty znajduje się w mieście Schopfheim, przewodniczącym jej jest Christof Nitz.
Wspólnota administracyjna zrzesza jedno miasto i trzy gminy:
- Hasel, 1119 mieszkańców, 68,01 km²
- Hausen im Wiesental, 2359 mieszkańców, 5,13 km²
- Maulburg, 4018 mieszkańców, 9,73 km²
- Schopfheim, miasto, 18940 mieszkańców, 68,01 km²